# Palazzetto dello Sport (San Giustino)
PalaKemon era il nome sponsorizzato del palazzetto dello sport della città di San Giustino. Conta una capienza di 2.200 posti a sedere e 2.700 complessivi.
È stato sede delle partite casalinghe delle squadra di pallavolo dell'Umbria Volley, dell'Altotevere San Giustino e dell'Altotevere Città di Castello, tutte militanti nella Serie A1 di volley maschile.
Il palazzetto prendeva il nome dall'azienda Kemon. Ristrutturato nel 2010, il nuovo impianto fu presentato ufficialmente il 18 novembre di quell'anno.
Attualmente il nome del palazzetto dello sport è "PalaVolley" ed sede del San Giustino Volley, squadra militante nel campionato nazionale di serie B1 femminile.